# Bình văn (tranh)
Bình văn là một tác phẩm tranh sơn dầu do họa sĩ Lê Văn Miến sáng tác khoảng năm 1898 tới 1905. Bức tranh mô tả một buổi bình văn của thầy đồ và học trò với gam màu tối là chủ đạo. Bình văn được coi là bức tranh sơn dầu đầu tiên của Hội họa Việt Nam, tác phẩm hiện được lưu giữ tại Bảo tàng Mỹ thuật Việt Nam.

## Mô tả
Bình văn là một bức tranh sinh hoạt lấy chủ đề là một buổi bình văn của thầy đồ với tám người học trò nhỏ xung quanh. Trung tâm bức tranh là thầy đồ đang ngồi trên ghế, tay trái cầm sách, tay phải cầm bút chỉ vào trang sách. Tám người học trò ngồi phía dưới hướng về phía thầy giáo, phần lớn các em mặc áo dài chít khăn, trừ một em nhỏ còn để tóc trái đào. Bức tranh sử dụng gam màu trung độ: nâu, đỏ nâu, đen, được vẽ bằng kỹ thuật sơn dầu nhiều lớp.

## Lịch sử
Bức Bình văn được vẽ trong khoảng thời gian từ 1898 tới 1905 dựa theo một bức ảnh chụp. Bức tranh chưa được vẽ xong và không có chữ ký của tác giả.

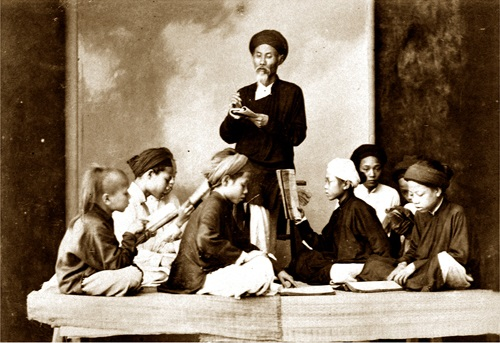
Ảnh chụp của Paul Armand Rousseau

Năm 1968 bức tranh được nhà phê bình Thái Bá Vân phát hiện tình cờ tại gia đình nhà điêu khắc Nguyễn Mạnh Quân ở phố Khâm Thiên, Hà Nội. Tới năm 1972, Bảo tàng Mỹ thuật Việt Nam mới thương lượng được việc mua lại bức tranh để trưng bày với giá gấp ba lần tiền mua bức Em Thúy. Ngay sau khi Bình văn được Bảo tàng Mỹ thuật Việt Nam mua lại thì căn nhà gia đình ông Mạnh Quân ở phố Khâm Thiên bị bom Mỹ đánh tan tành trong Chiến dịch Linebacker II. Ông Thái Bá Vân khẳng định tác giả bức tranh là Lê Văn Miến, được coi là người Việt Nam đầu tiên tiếp cận hội họa châu Âu do sang Pháp học hội họa tại Trường Mỹ thuật Paris năm 1890 - 1894 và là họa sĩ tranh sơn dầu đầu tiên của hội họa Việt Nam. Xong cho đến nay chưa có bằng chứng xác thực nào để kiểm định được khẳng định này. Ngoài Bình văn, Bảo tàng Mỹ thuật Việt Nam còn mua được một bức tranh khác của Lê Văn Miến ra đời trước đó hai năm.
Sau thời gian trưng bày trong điều kiện bảo quản kém, bức tranh xấp xỉ 100 năm tuổi bắt đầu mang nguy cơ bị hỏng nặng. Năm 2005, sau thành công của việc phục chế bức Em Thúy, Bình văn cùng Tan ca, mời chị em ra họp thi thợ giỏi được Bảo tàng Mỹ thuật Việt Nam gửi sang Trường Mỹ thuật Dresden, Đức phục chế. Trong khi bức Tan ca, mời chị em ra họp thi thợ giỏi được bảo tồn phục chế khá suôn sẻ thì bức Bình văn lại không thể phục chế được do các chuyên gia phục chế chưa tìm ra được loại hóa chất rửa lớp varnish phủ mặt tranh, đồng thời lớp màu vẽ của Bình văn lại quá mỏng, họ đành phải đóng lại khung và lót mặt sau tranh để nó không tiếp tục xuống cấp trước khi chuyển tác phẩm về lại Việt Nam.

## Đánh giá
Bức tranh Bình văn được coi là tác phẩm có giá trị trong bộ sưu tập tranh cận đại của Bảo tàng Mỹ thuật Việt Nam.
Bức tranh khuyết danh này chưa được vẽ xong, có kỹ thuật vẽ hoàn toàn khác lối vẽ 2 bức chân dung cụ Tú Mền và cụ Lê Hy được xác định là của Lê Văn Miến. Vì vậy, trong khi chưa đủ bằng chứng để khẳng định ai là tác giả của bức tranh, nên sửa chú thích tên tác giả từ "Lê Văn Miến" thành "(Được cho là) Lê Văn Miến" (Attributed to Le Van Mien).